# برنت إنغلمان
برنت إنغلمان (بالألمانية: Bernt Engelmann)‏ (و. 1921 – 1994 م) هو صحفي، وكاتب غير روائي، وكاتب، ومترجم، ومؤرخ ألماني، ولد في برلين، كان عضوًا في الحزب الديمقراطي الاجتماعي الألماني، توفي في ميونخ، عن عمر يناهز 73 عاماً.

## وصلات خارجية
- برنت إنغلمان على موقع IMDb (الإنجليزية)
- برنت إنغلمان على موقع مونزينجر (الألمانية)
- برنت إنغلمان على موقع ألو سيني (الفرنسية)
- برنت إنغلمان على موقع قاعدة بيانات الأفلام السويدية (السويدية)
- برنت إنغلمان على موقع قاعدة بيانات الفيلم (الإنجليزية)
- برنت إنغلمان على موقع كينوبويسك (الروسية)

- برنت إنغلمان في قاعدة بيانات الأفلام على الإنترنت